# Grafkapel van de familie Stoltzenberg
De grafkapel van de familie Stoltzenberg op de begraafplaats nabij de Kapel in 't Zand is een monumentale grafkapel in de Nederlandse stad Roermond.

## Achtergrond
François Charles (Frans) Stoltzenberg (1805-1875) was een textielfabrikant in Roermond. Hij richtte met zijn vrouw Lucia Henriëtte Receveur (1816-1852) het atelier F. Stoltzenberg op, waar onder meer goudborduurwerken en kerkstoffen werden gemaakt. Mede dankzij haar erfenis kon hij in met architect Pierre Cuypers en beeldhouwer Edouard François Georges het beeldhouwersatelier Cuypers-Stoltzenberg (vanaf 1892: Cuypers & Co.) oprichten.
De neogotische grafkapel voor de familie Stoltzenberg is een van de ontwerpen van Pierre Cuypers op de begraafplaats. Hij ontwierp er onder andere ook de Bisschopskapel en zijn eigen familiegraf. De Stoltzenbergkapel staat ten zuiden van de Bisschopskapel.
De lichamen van Frans Stoltzenberg en zijn familie zijn bijgezet in de grafkelder onder de kapel. Onder hen ook architect Antonius Cornelis Bolsius, die was getrouwd met een dochter van Stoltzenberg, en diens zoon Frans Bolsius, Tweede Kamerlid.

## Beschrijving
De kapel is opgetrokken in baksteen op een zeshoekige plattegrond onder een met leien gedekt tentdak, dat wordt bekroond met een zinken pion. De entree bevindt zich in een rislerend geveldeel, uitlopend in een topgevel en bekroond door een kruis. De houten deur met ijzeren beslag, is geplaatst binnen in hardstenen omlijsting. Boven de deur is in een spitsboogvormige nis een reliëf te zien van de verrezen Christus, met in zijn linkerhand een kruisstaf. Aan vier zijden van de kapel zijn boven een waterlijst spitsboogvensters met glas-in-loodramen aangebracht. In hoekstukken zijn initialen te zien, die waarschijnlijk verwijzen naar leden van de familie Stoltzenberg-Bolsius.
In de kapel is op de wanden een sierlijst geschilderd met florale motieven, waarbinnen op ruiten de namen en levensdata van de overleden zijn te lezen. De sierlijst wordt onderbroken door een klein altaar met kandelaars aan weerszijden, waarboven in een spitsboogvormige nis een stenen piëta is geplaatst. De piëta toont Maria met haar dode zoon, Johannes de Evangelist en Maria Magdalena voor een houten kruis.

## Afbeeldingen

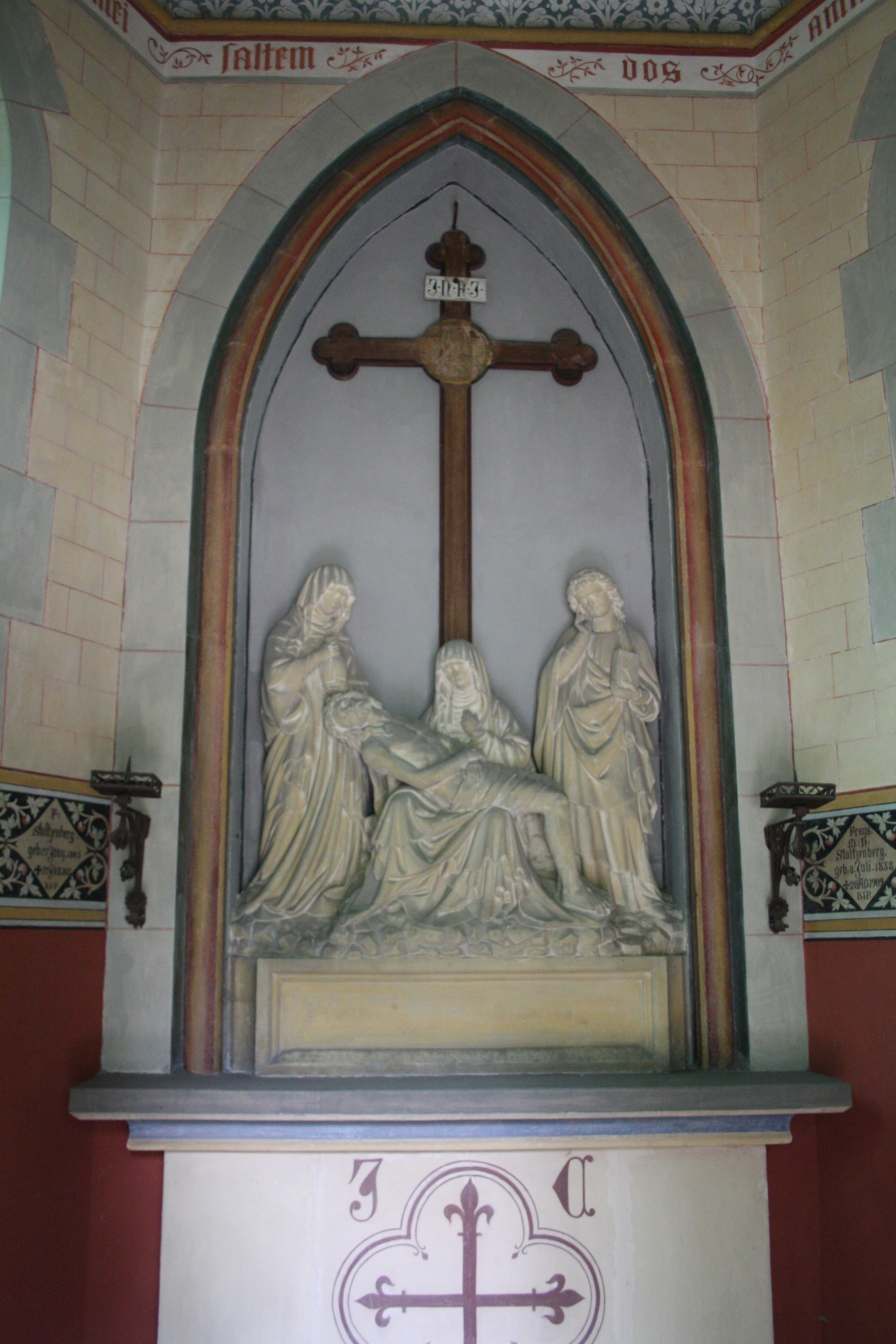
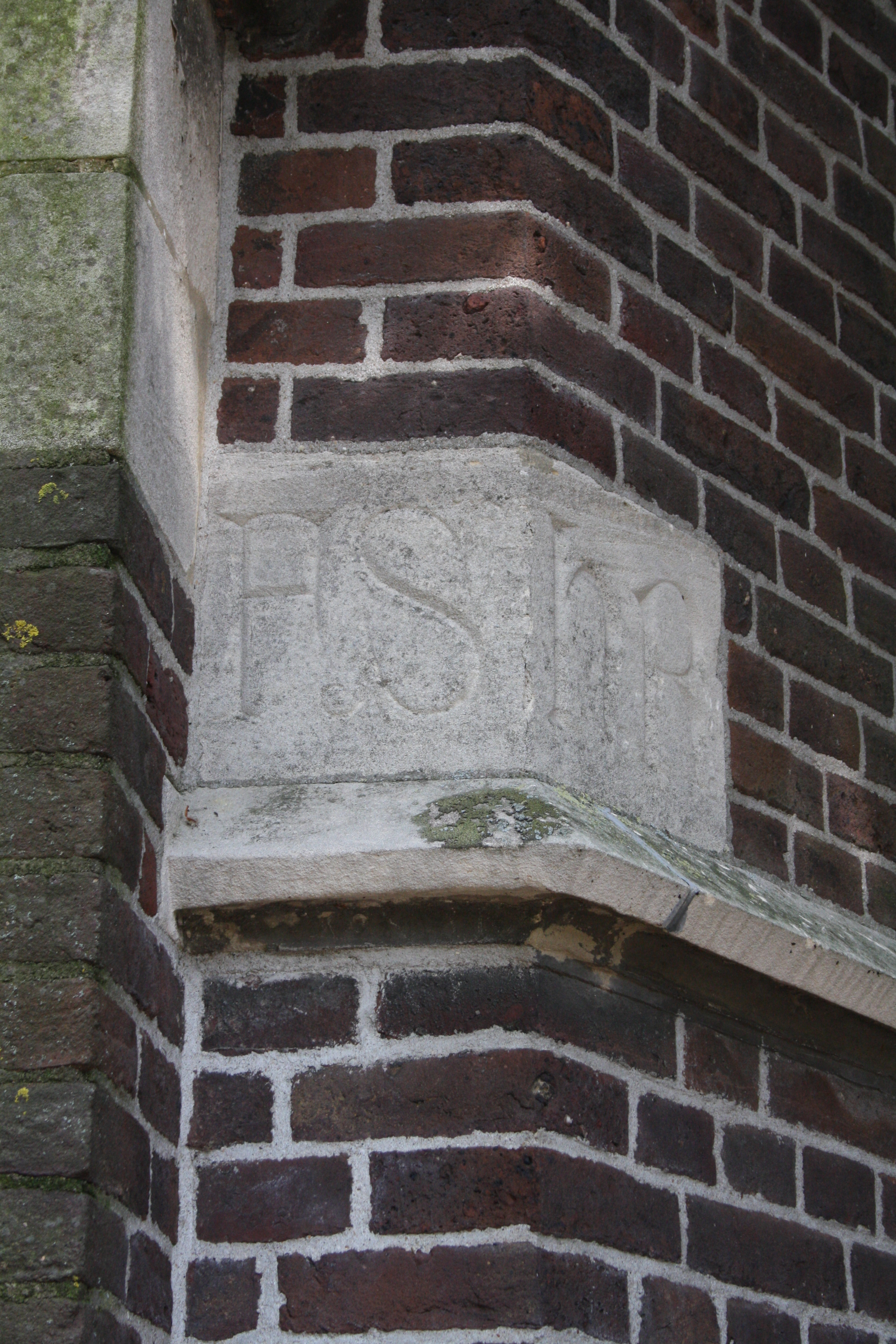
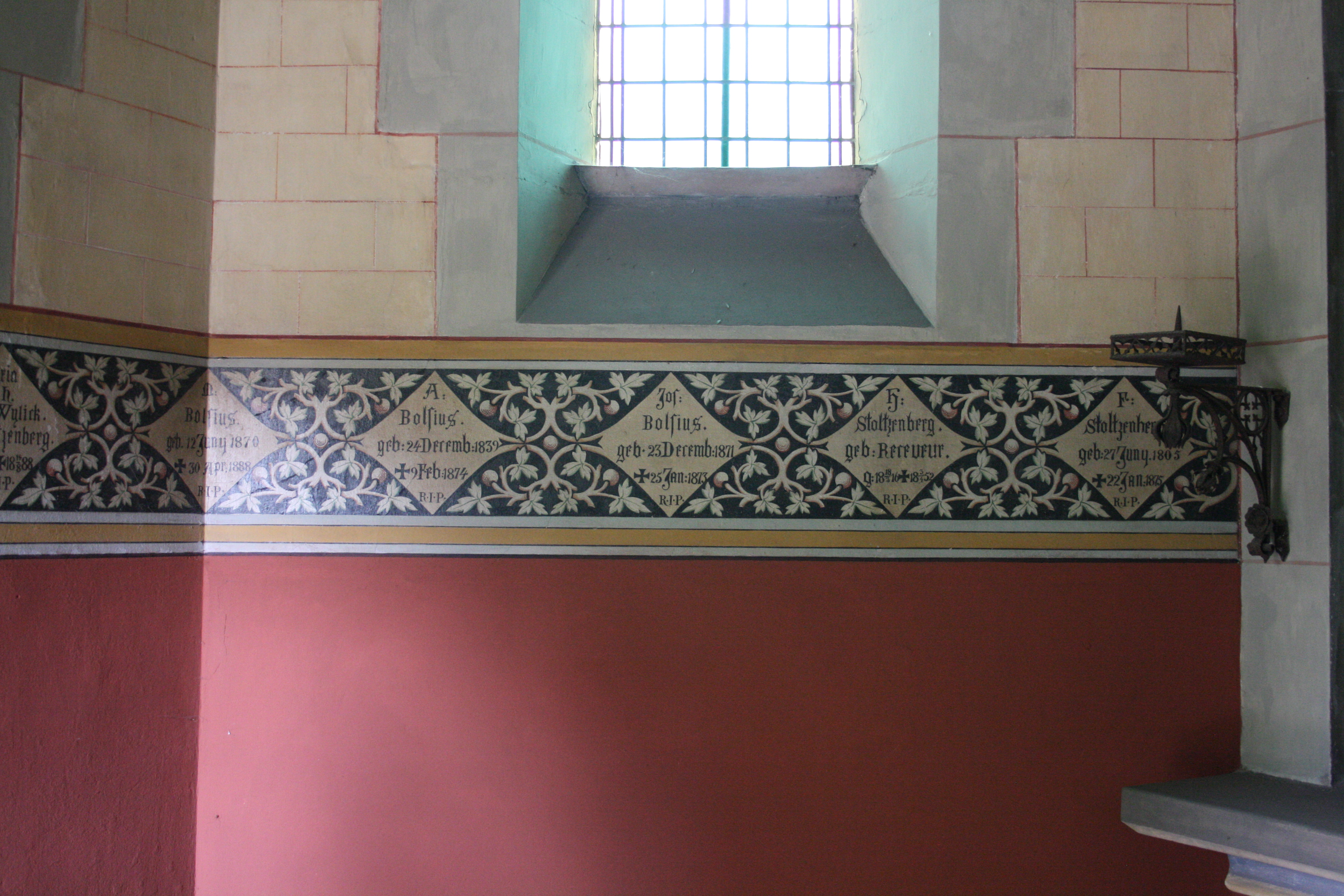
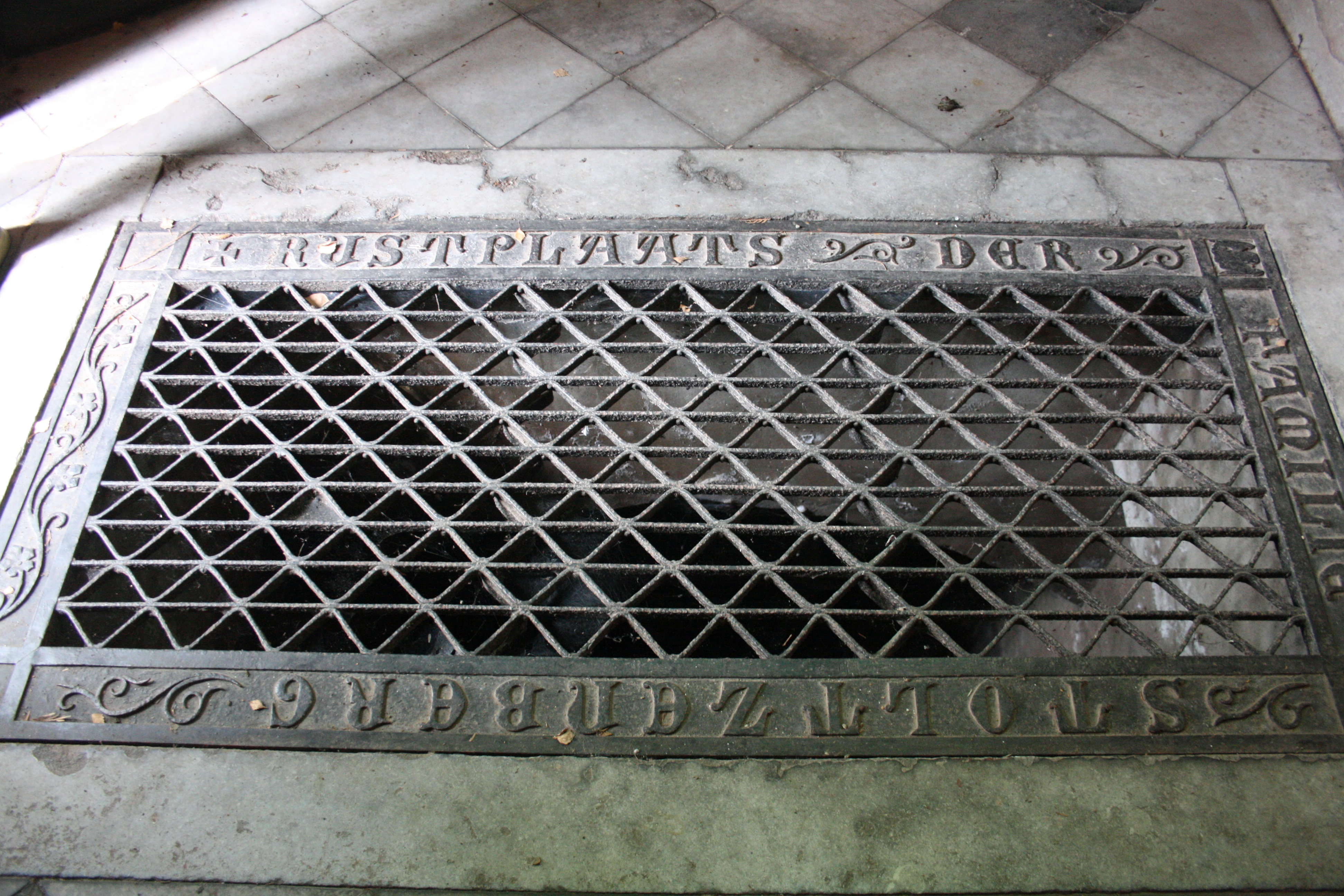
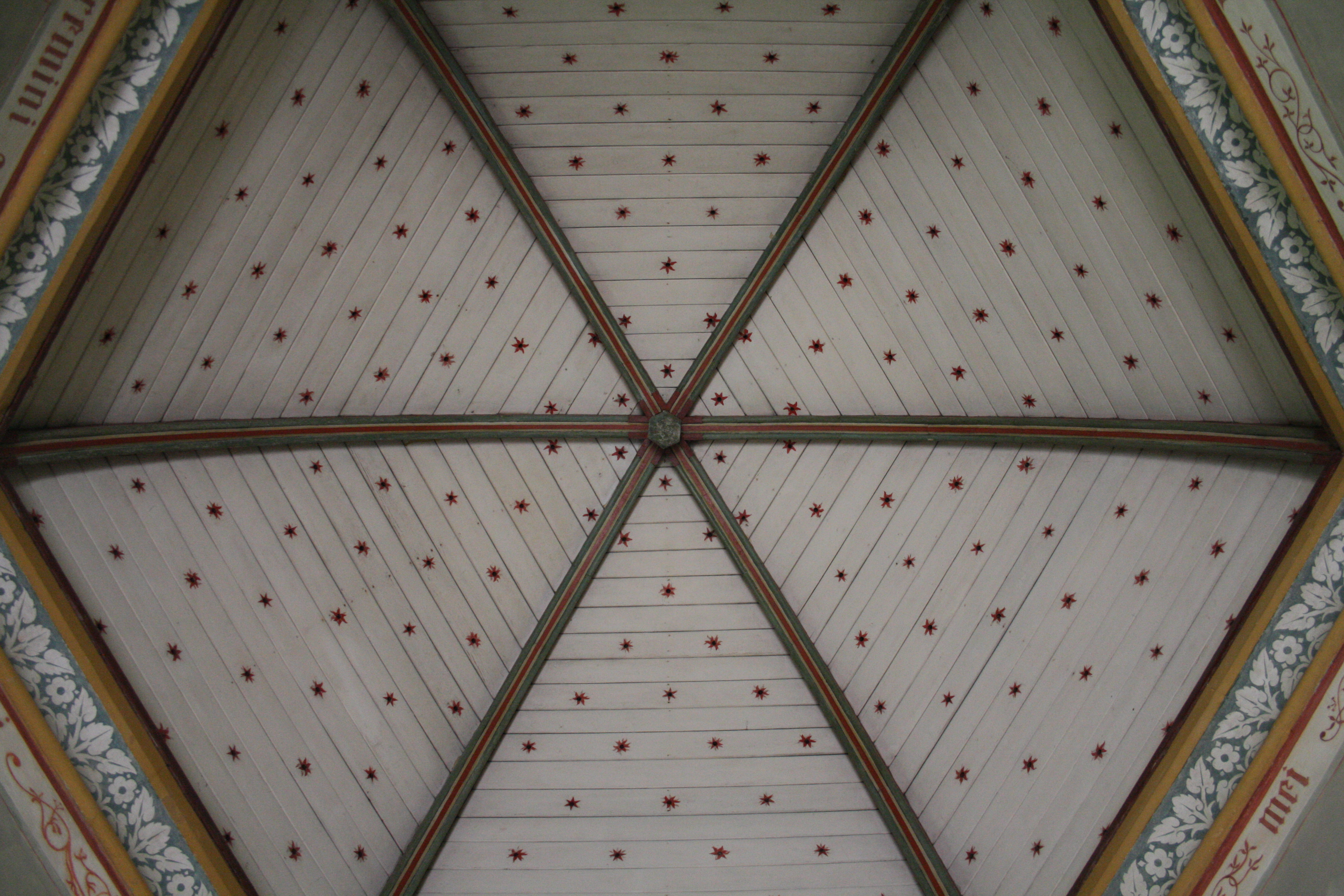

## Waardering
De grafkapel werd in 2002 als rijksmonument in het Monumentenregister opgenomen, het heeft "cultuurhistorische waarde als bijzondere uitdrukking van een geestelijke en typologische ontwikkeling als grafmonument op een Rooms-Katholieke begraafplaats. De grafkapel bezit architectuurhistorische waarde wegens esthetische kwaliteiten van het ontwerp, het bijzondere materiaalgebruik en de ornamentiek."